# Aluminum Tunes
Aluminum Tunes (también conocido como Aluminum Tunes: Switched On, Vol. 3) es un álbum doble recopilatorio de la banda inglesa de post-rock Stereolab, editado en el año 1998. El álbum incluye EP, singles y rarezas del grupo. Se destaca por ser el primer lanzamiento masivo del EP Music for the Amorphous Body Study Center y por incluir un dueto con Herbie Mann (una versión de Antonio Carlos Jobim).

## Lista de temas
Todas las canciones fueron escritas por Laetitia Sadier y Tim Gane, excepto cuando se indica lo contrario.

### CD 1
1. "Pop Quiz" - 4:22
2. "Extension Trip" - 3:43
3. "How to Play Your Internal Organs Overnight" 3:58 (Gane/O'Hagan/Sadier)
4. "The Brush Descends the Length" - 3:08
5. "Melochord Seventy-Five" - 3:39
6. "Space Moment" - 4:20
7. "Iron Man" - 3:27
8. "The Long Hair of Death" - 4:48
9. "You Used to Call Me Sadness" - 4:00
10. "New Orthophony" - 6:26
11. "Speedy Car" - 5:00
12. "Golden Atoms" - 5:18
13. "Ulan Bator" - 3:14
14. "One Small Step" - 4:16

### CD 2
1. "One Note Samba/Surfboard" - 9:10 (Hendricks/Jobim/Mendonça)
2. "Cadriopo" - 3:09
3. "Klang Tone" - 5:36
4. "Get Carter" - 3:23 (Budd)
5. "1000 Miles an Hour" - 4:32
6. "Percolations" - 3:22 (Gane/O'Hagan/Sadier)
7. "Seeperbold" - 5:08
8. "Check and Double Check" - 4:03
9. "Munich Madness" - 3:48
10. "Metronomic Underground" [Wagon Christ Mix] - 7:51
11. "The Incredible He Woman" - 3:31